# Ikeda (Nagano)
Ikeda (池田町 Ikeda-machi?) es un pueblo en la prefectura de Nagano, Japón, localizado en la parte central de la isla de Honshū, en la región de Chūbu. El 1 de marzo de 2021 tenía una población estimada de 9292 habitantes y una densidad de población de 231 personas por km².

## Geografía
Ikeda se encuentra en el centro-norte de la prefectura de Nagano.

## Historia
El área del actual Ikeda era parte de la antigua provincia de Shinano. Ikeda se desarrolló como una estación en el Chikukhi Kaidō, una ruta que conecta las regiones del interior de Shinano con el mar de Japón en Itoigawa. La villa de Ikedamachi fue creada el 1 de abril de 1889. Fue elevada al estatus de la pueblo el 1 de abril de 1915 como Ikeda. Ikeda se anexionó el pueblo vecino de Aisome el 1 de noviembre de 1955.

## Demografía
Según los datos del censo japonés, la población de Ikeda se ha mantenido relativamente estable en los últimos 50 años.
| Gráfica de evolución demográfica de Ikeda entre 1960 y 2015 |
|                                                             |
| Oficina de Estadísticas de Japón                            |